# Ліберальна демократія
Лібера́льна демокра́тія або Конституційна демократія (інша назва — поліархія) є формою суспільно-політичного ладу — правовою державою на основі представницької демократії, в якій воля більшості та здатність обраних представників здійснювати владу обмежені в ім'я захисту прав на дотримання належних правових процедур, приватну власність, недоторканність особистого життя, свободу слова, свободу зібрань і свободу віросповідання. Ці ліберальні права закріплено у вищих законах (таких, як конституція чи статут, або ж у прецедентних рішеннях, ухвалених верховними судовими інстанціями), що, своєю чергою, наділяють різні державні та громадські органи повноваженнями з метою забезпечення цих прав.
Характерним елементом ліберальної демократії є «відкрите суспільство», що характеризується терпимістю, плюралізмом, співіснуванням і конкуренцією найширшого спектра суспільно-політичних поглядів. Завдяки періодичним виборам, кожна з груп, що дотримуються різних поглядів, має шанс отримати владу. На практиці екстремістські чи маргінальні точки зору дуже рідко грають значну роль у демократичному процесі. Однак модель відкритого суспільства утруднює консервацію влади керівною елітою, гарантує можливість безкровної зміни влади та створює стимули, аби уряд гнучко реагував на запити суспільства.
У ліберальній демократії політична група, що перебуває у владі, не зобов'язана поділяти всі аспекти ідеології лібералізму (наприклад, вона може виступати за демократичний соціалізм). Однак вона зобов'язана підпорядковуватися згаданому вище принципу панування права. Термін «ліберальний» в цьому випадку розуміється так само як в епоху соціальних революцій кінця 18 сторіччя: такий, що забезпечує кожній людині захист від свавілля з боку влади й органів правопорядку.